# Portrait de Jean
Portrait de Jean est un tableau réalisé en 1899 par le peintre français Auguste Renoir. Cette huile sur toile est le portrait en buste de son jeune fils Jean avec un nœud blanc dans ses longs cheveux roux. L'œuvre est donnée par l'artiste au musée Adrien-Dubouché, dans sa ville natale de Limoges, en l'année 1900. Elle est à présent conservée au musée des Beaux-Arts de Limoges.